# ساوت دنیس (ماساچوست)
ساوت دنیس (به انگلیسی: South Dennis) یک منطقهٔ مسکونی در ایالات متحده آمریکا است که در شهرستان برنستبل، ماساچوست واقع شده‌است. ساوت دنیس ۱۲٫۳ کیلومتر مربع مساحت و ۳٬۶۴۳ نفر جمعیت دارد و ۱۰ متر بالاتر از سطح دریا واقع شده‌است.